# Inocybe rennyi

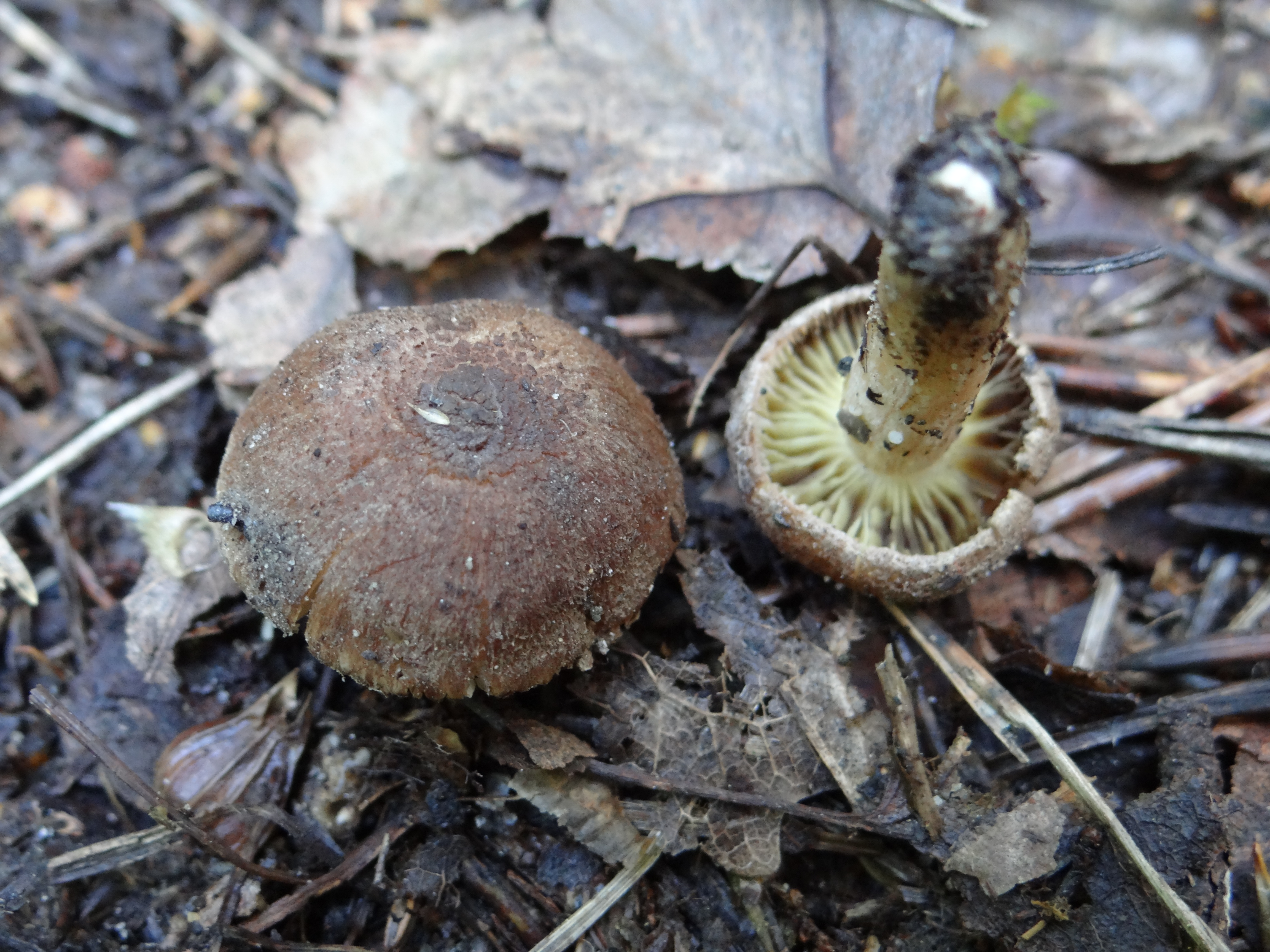

Inocybe rennyi (Berk. & Broome) Sacc. – gatunek grzybów należący do rodziny strzępiakowatych (Inocybaceae).

## Systematyka i nazewnictwo
Pozycja w klasyfikacji według Index Fungorum: Inocybe, Inocybaceae, Agaricales, Agaricomycetidae, Agaricomycetes, Agaricomycotina, Basidiomycota, Fungi.
Po raz pierwszy zdiagnozowali go w 1879 r. Miles Joseph Berkeley i Christopher Edmund Broome nadając mu nazwę Agaricus rennyi. Obecną, uznaną przez Index Fungorum nazwę nadał mu Pier Andrea Saccardo w 1887 r.
Synonimy:
- Agaricus rennyi Berk. & Broome 1879
- Astrosporina rennyi (Berk. & Broome) Rea 1922
- Astrosporina rennyi var. major (Massee) Rea 1922
- Inocybe rennyi var. major Massee 1893

## Morfologia
Kapelusz
Średnica 0,6–2,5 cm, początkowo szeroko wypukły, potem w miarę dojrzewania coraz bardziej rozpostarty, w końcu niemal płaski, zazwyczaj z garbkiem. Brzeg prosty, zazwyczaj ostry. Powierzchnia grubo promieniście włókienkowata, tylko na środku gładka.
Blaszki
Wąsko przyrośnięte, brzuchate, bez blaszeczek, rdzawobrązowe o ostrzach strzępiastych.
Trzon
Wysokość 1,4–3 cm, grubość 0,5–2 mm, walcowaty, z podstawą pokrytą grzybnią. Na całej długości pokryty podłużnymi, włóknistymi resztkami osłony, czasami u szczytu lekko oprószony.
Miąższ
Cienki, w zielnikowych okazach w kapeluszu czerwonawo brązowy, jaśniejszy ku brzegom.
Cechy mikroskopowe
Zarodniki (7,5–) 9,5–13,3–16 (–17) × 4,5–5,3–6,5 (–7,0) µm, niezwykle zmienne pod względem wielkości i kształtu, zazwyczaj bardzo wydłużone na wierzchołkach. Podstawki 24–29 × 7–9 µm 28–32 × 9–11, przeważnie 4–zarodnikowe, niektóre wytwarzające dwa zarodniki, słabo wyróżniające się i trudne do zmierzenia. Pleurocystydy 42–62 × 12–21 µm, o ścianach grubości 1–2 µm, bladożółtawe. Zawartość niektórych również bladożółtawa. Kształt jajowaty do wrzecionowatego z wierzchołkami nieco brodawkowatymi lub tępymi i często z kryształkami. Szypułki często długie, ale czasem krótkie. Cheilocystydy 40–65 × 13–25 µm, prawie identyczne jak pleurocystydy, o ścianach grubości 0,5–1,5 µm, niektóre do 2,5 µm, często bladożółtawe, niektóre z żółtawą zawartością, jajowate do wrzecionowatych z wierzchołkiem tępym lub brodawkowatym, często z kryształkami na szczycie, szypułkami długimi lub krótkimi. Trama blaszek równoległa, złożona ze strzępek o średnicy 7–15 µm, gładkich i jasnożółtych, ciemniejących pod wpływem NH4OH. Strzępki skórki w kapeluszu i trzonie luźno splątane, przeważnie hialinowe, gładkie, o średnicy 2–5 µm. Na szczycie trzonu często występują skupiska kaulocystyd, zwykle cienkościennych, czasem grubościennych, z lub bez wierzchołkowych kryształów. Trzon w części środkowej i przy podstawie pokryty jest dość gęstymi, splątanymi strzępkami, przeważnie hialinowymi. Niektóre z nich są nieco inkrustowane. W strzępkach występują sprzążki.

## Występowanie i siedlisko
Znane jest występowanie tego gatunku na nielicznych stanowiskach w Ameryce Północnej i w niektórych krajach Europy. W Polsce stanowiska podał A. Bujakiewicz w 2011 r. oraz B. Kudławiec i in. W 2014 r.
Grzyb mykoryzowy. Występuje w lasach na ziemi.